# Никольское (Таловский район)
Никольское — село в Таловском районе Воронежской области.
Входит в состав Новочигольского сельского поселения. Ранее было административным центром упразднённого Никольского сельского поселения.

## География
Село расположено в 20 километрах к западу от районного центра Таловая.

### Улицы
- ул. Гагарина
- ул. Ленинская
- ул. Молодежная
- ул. Пролетарская
- ул. Садовая
- пр. Революции

## История
Было образовано в 1830 году переселенцами из Новой Чиглы. Метрические книги села велись с 1858 года. В 1861 году в Никольском было уже около 500 дворов.

## Население
| 1859 | 1897  | 2010 | 2012 | 2013 | 2014 | 2015 |
| ---- | ----- | ---- | ---- | ---- | ---- | ---- |
| 1415 | ↗1881 | ↘744 | ↘734 | ↘701 | ↘700 | ↘674 |

## Инфраструктура
- Никольская средняя образовательная школа.[8]